# محمد حسين علي آل عمار
محمد حسين علي آل عمار (بالإنجليزية: Mohammed Hussein Al-Ammar)‏‏ (-) هو مواطن سعودي وضعته السلطات السعودية على قائمة المطلوبين لديها عام 2016، إلى جانب ثمانية رجال آخرين.
أعلنت رئاسة أمن الدولة، إلقاء القبض عليه في 8 يناير 2019 في حي البحاري في القطيف، المنطقة الشرقية عقب تسليم نفسه. تم القبض على ثلاثة فقط من هؤلاء الرجال التسعة، والذين وضعوا ضمن فيما يسمى «قائمة المطلوبين التسعة». الخمسة الآخرون ماتوا. تم القبض على محمد آل عمار، حيث بادر بإطلاق النار على ضباط الاعتقال عندما دعوه إلى تسليم نفسه. في النهاية، ألقي القبض عليه دون أن يتعرض أحد من الساكنين أو المارة أو رجال الأمن بأي أذى.
ذكرت السلطات أنها ضبطت بحوزته كوع متفجر، سلاح رشاش، مسدسي جلوك، كمية كبيرة من طلقات حية لرشاش ومسدس، بالإضافة إلى مخازن مذخرة، وسكين ومبلغ مالي. أشارت صحيفة «الشرق الأوسط» إلى أن محمد آل عمار كان يرافقه العديد من الكونفدراليين، وأنه خلال تبادل إطلاق النار، توفي أحدهم.
ذكرت صحيفة الشرق الأوسط أن محمد آل عمار في عام 2017، «دبر» عملية اختطاف الشيخ محمد بن عبد الله الجيراني قاضي القطيف. وذكروا أن مرؤوسيه هم عبد الله علي الدرويش، ومازن القباع، ومصطفى سلمان السيهوان، وميثم القديحي، وعلي بلال الحمد. قتل محمد آل عمار وحلفاؤه في نهاية الأمر الجيراني، وهو قاضي في إدارة الأوقاف والميراث.
ذكرت صحيفة عكاظ، أن محمد آل عمار تورط في عدة قضايا سرقة وصفت «بالاحترافية»، إلى جانب عدة قضايا إطلاق نار، ذكرت منها اشتراكه مع ميثم القديحي في إطلاق نار صوب دورية أمنية مكلفة بحماية مساجد القطيف، بالإضافة إلى قضايا سطو مسلح وإلقاء زجاجات حارقة تجاه مبنى حكومي في القطيف.